# Viktor Balala
Viktor Alekseevici Balala (în rusă Виктор Алексеевич Балала) (n. 1960, orașul Vinița, RSS Ucraineană) este un om politic din Transnistria, care a îndeplinit funcția de ministru al justiției al auto-proclamatei Republici Moldovenești Nistrene (2000-2005).

## Biografie
Viktor Balala s-a născut în anul 1960 în orașul Vinița (RSS Ucraineană). În anul 1977 a început să lucreze la tipografia Transmașa, studiind simultan la secția serală a Institutului de Mecanică din Leningrad. Și-a efectuat serviciul militar obligatoriu în cadrul Ministerului Afacerilor Interne al URSS în perioada 1978-1980.
În anul 1980 este admis la studii la Institutul de Mecanică din Leningrad, ale cărui cursuri le-a absolvit în 1986. A lucrat ca inginer la Biroul de Proiectare Khimavtomatika din Voronej (1986-1990) și a fost ales apoi ca deputat în cadrul Sovietului Suprem al RSFSR (Federația Rusă) (1990-1993). În 1993 este numit ca director al Consiliului de conducere al Uniunii Municipiilor din Rusia.
În perioada martie - iunie 1994 s-a aflat la conducerea Departamentului însărcinat cu rezolvarea problemelor de organizare ale structurilor administrative de stat din Federația Rusă, lucrând în paralel și în cadrul Comitetului Federal pentru afaceri și politică regională al Dumei de Stat a Federației Ruse. În anul 1994 a fost numit consilier și apoi a devenit director adjunct al Direcției executive al Dumei locale din Voronej.
A urmat apoi studii la Moscova, în cadrul Academiei Ruse de administrație publică de pe lângă președintele Federației Ruse (1995-1997). Acolo s-a specializat în administrație publică și drept, obținând calificarea de jurist. În anul 1997 este numit șef al administrației prezidențiale și guvernamentale al auto-proclamatei Republici Moldovenești Nistrene. El l-a reprezentat pe președinte în Sovietul Suprem al republicii separatiste.
La data de 3 august 2000, prin decret prezidențial, Viktor Balala a fost numit în funcția de ministru al justiției al auto-proclamatei Republici Moldovenești Nistrene. A primit titlul de Consilier juridic clasa a II-a, o diplomă din partea președintelui Republicii Moldovenești Nistrene și Medalia "Participant la operațiile de menținere a păcii din Transnistria".
În anul 2004, Uniunea Europeană l-a inclus pe o listă a transnistrenilor cărora li s-a interzis călătoria în spațiul UE, fiind considerat răspunzător de împiedicarea progresului în vederea unei soluționări politice a conflictului transnistrean din Republica Moldova . Pe baza reexaminării Poziției comune 2004/179/PESC, la data de 25 februarie 2008, Consiliul Uniunii Europene a considerat că este oportun ca numele său să rămână în continuare pe lista persoanelor indezirabile în țările UE .
Viktor Balala și-a dat demisia din funcție în octombrie 2005 și a fost înlocuit în post de Anatoli Gurețki. Sovietul Suprem urmă să deschidă o anchetă cu privire la vânzarea Centralei Termoelectrice Moldovenești (CTEM), precum și la alte afaceri (vânzarea Combinatului de Zahăr și Spirt din Rîbnița) în care Balala era acuzat de lipsă de profesionalism și de pagube produse "statului". În calitate de ministru al justiției, el verifica legalitatea tuturor contractelor legate de vinderea CTEM. După afirmațiile vicepreședintelui Sovietului Suprem al RMN, Evgheni Șevciuk, „activitatea ministrului justiției a dus la ieșirea de pe teritoriul Transnistriei a 42,5 milioane de dolari și dispariția din contul CTEM a 17 milioane de dolari” .
După demisie, Viktor Balala a devenit consilier al deputatului rus Serghei Baburin, ale cărui interese economice le-a apărat și anterior .